# Мартовце
Мартовце (словац. Martovce) — село в окрузі Комарно Нітранського краю Словаччини. Площа села 19,96 км². Станом на 31 грудня 2015 року в селі проживало 692 жителі.

## Географія
Протікають річка Стара Нітра; Мартовський канал; Патінський канал і Ландорський канал.

## Історія
Перші згадки про село датуються 1438 роком.

## Населення
| Рік:            | 1994. | 2004.   | 2014.   | 2024.   |
| --------------- | ----- | ------- | ------- | ------- |
| Кількість осіб: | 806   | 758     | 694     | 692     |
| Різниця:        |       | -5,95 % | -8,44 % | -0,28 % |

| Рік:            | 2023. | 2024.   |
| --------------- | ----- | ------- |
| Кількість осіб: | 693   | 692     |
| Різниця:        |       | -0,14 % |